# Малофеев, Павел Родионович
Павел Родионович Малофеев (31 декабря 1910, д. Новоспасское, Ельнинский уезд, Смоленская губерния — 29 октября 1983, Свердловск, РСФСР) — Герой Социалистического Труда.
Окончил Свердловский машиностроительный техникум в 1941 году, техник-технолог; Уральский политехнический институт в 1952 году, инженер-механик.

## Биография
В 1927 году окончил ельнинскую девятилетнюю школу. В 1928 году переехал в Украинскую ССР, работал кайловщиком металлургического завода в Енакиево.
В 1929 году был направлен в Свердловск на стажировку. Освоил специальности разметчика, токаря. Трудился на Уралмашзаводе.
В 1932 году вступил в ВКП(б). В 1932—1934 годах служил в Красной армии.
После армии возвратился в Свердловск на прежнее место работы. Работал токарем, мастером, старшим мастером, заместителем начальника цеха, начальником производства, главным инженером Уралмашзавода. Без отрыва от производства в 1941 году окончил Свердловский машиностроительный техникум, техник-технолог, в 1952 году — Уральский политехнический институт, инженер-механик.
Одним из заметных достижений на посту главного инженера завода стало создание НИИтяжмаша — первого в СССР института при заводе. В соответствии со схемой управления НИИтяжмашем тех лет, главный инженер Уралмашзавода являлся одновременно и главным инженером заводского института.
В 1963—1970 годах — директор Уралмашзавода. Руководил реконструкцией предприятия, созданием «второго Уралмаша»: блока цехов сварных машиностроительных конструкций. Под его руководством создано оборудование для первого в мире отделения объемной закалки рельсов, оборудование цехов холодной прокатки для Череповецкого, Ждановского, Новолипецкого металлургических комбинатов. Внес вклад в создание новых образцов карьерных экскаваторов, буровых установок, развитие социальной базы соцгорода «Уралмаш».
В 1966—1971 годах являлся кандидатом в члены ЦК КПСС.
С 1970 года — на пенсии, персональный пенсионер союзного значения.
Умер 29 октября 1983 года, похоронен на Северном кладбище Свердловска.
На доме по адресу: г. Екатеринбург, бульвар Культуры, 8 установлена мемориальная доска Павлу Малофееву.

## Награды
За свои достижения был неоднократно награждён:
- 05.06.1942 — медаль «За трудовую доблесть»[3]
- 20.01.1943 — орден Красной Звезды[4];
- 05.08.1944 — орден Ленина[5], за успешное выполнение задания Государственного Комитета Обороны по выпуску артиллерийских самоходных установок и бронекорпусов;
- 16.09.1945 — орден Отечественной войны II степени[6];
- 1960 — орден Трудового Красного Знамени;
- 1966 — звание Герой Социалистического Труда и золотая Медаль «Серп и Молот» и орден Ленина.